# Byblis teres
Byblis teres är en kräftdjursart som beskrevs av J. L. Barnard 1967. Byblis teres ingår i släktet Byblis och familjen Ampeliscidae. Inga underarter finns listade i Catalogue of Life.